# Slank smålöpare
Slank smålöpare (Microlestes minutulus) är en skalbaggsart som först beskrevs av Johann August Ephraim Goeze 1777.  Slank smålöpare ingår i släktet Microlestes, och familjen jordlöpare. Arten är reproducerande i Sverige.

## Bildgalleri

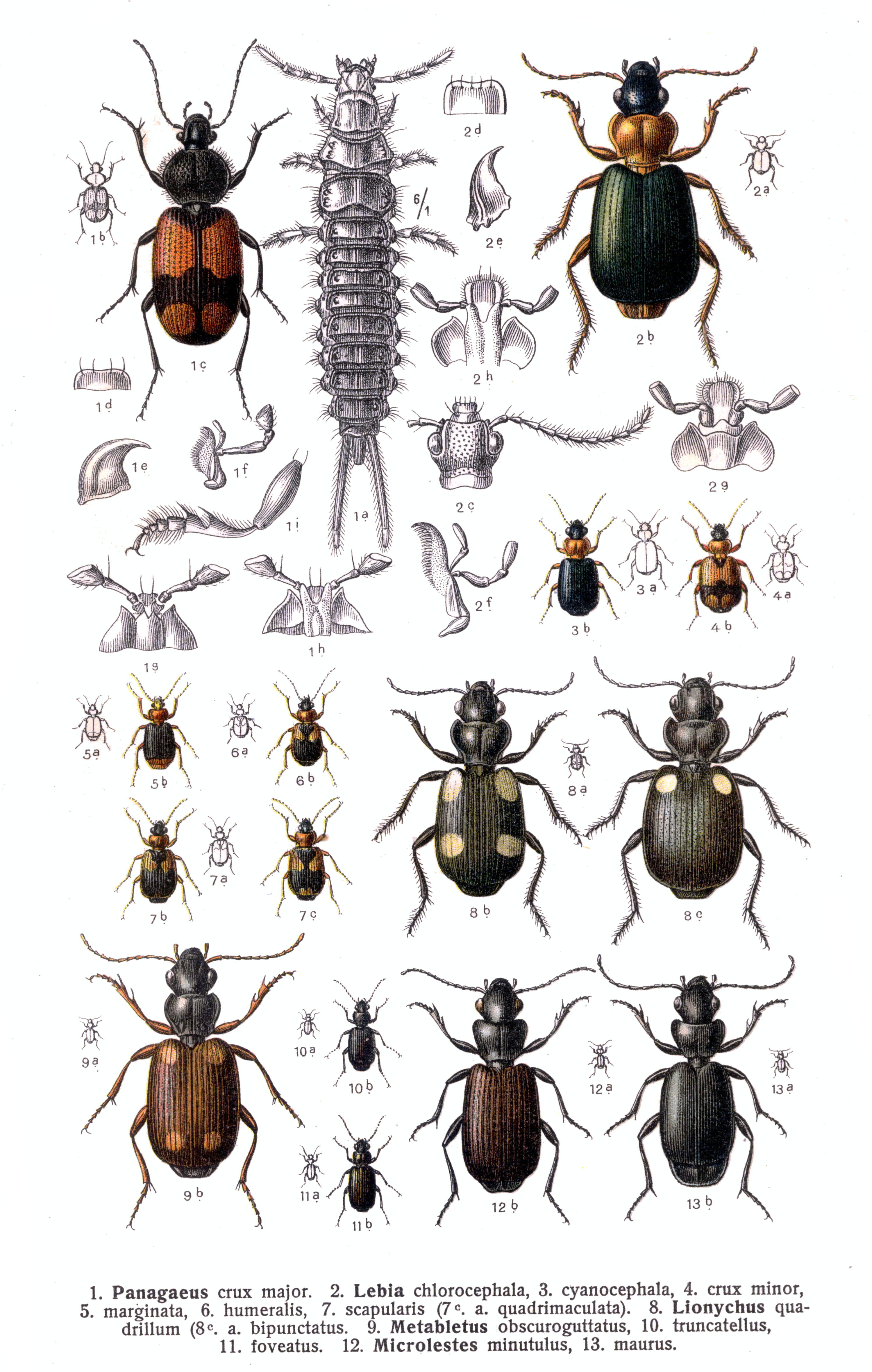
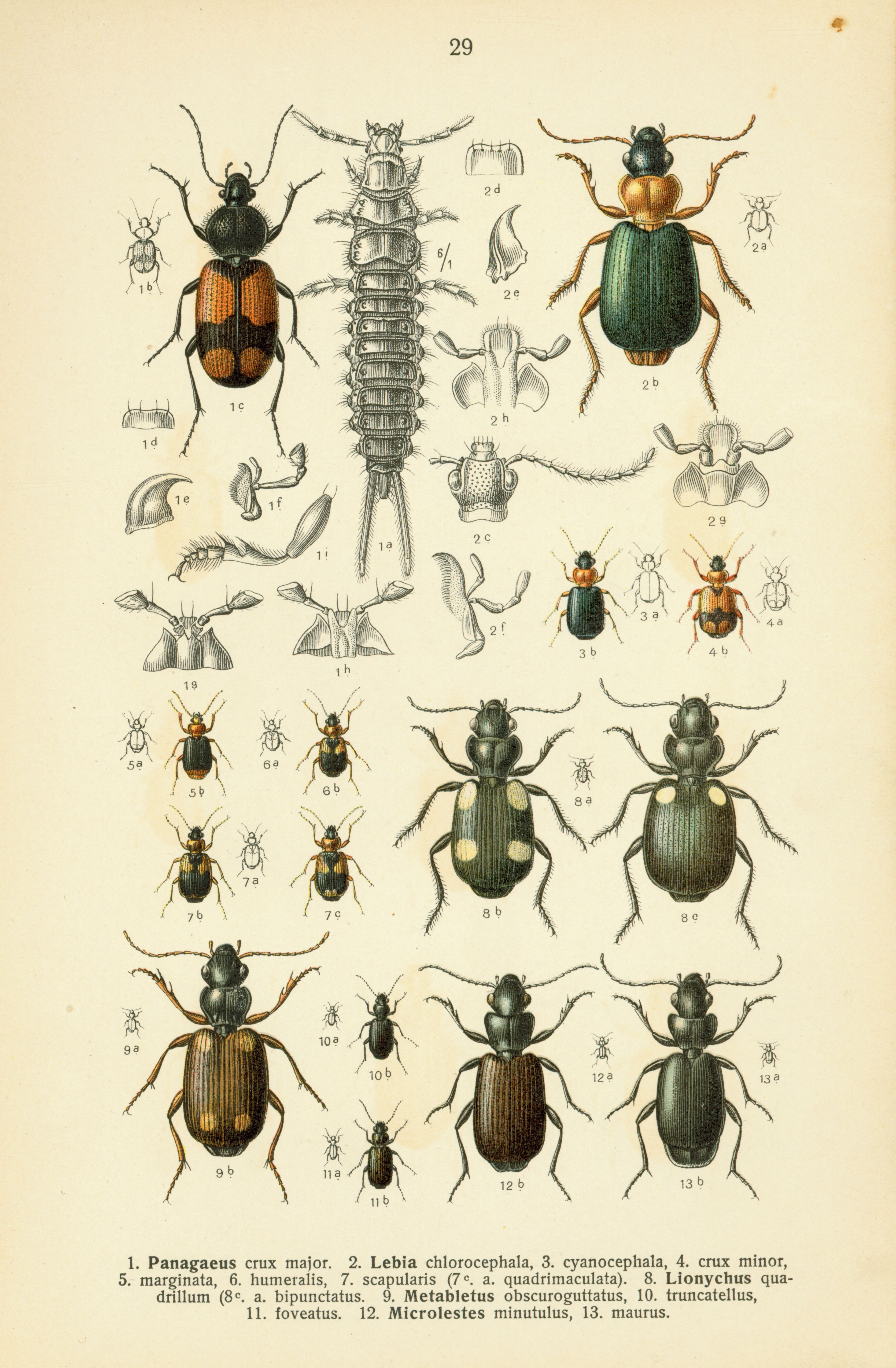